# 窃盗団
窃盗団（せっとうだん）とは、窃盗や、それで得た物品を売買することで利益を上げている犯罪組織である。

## オートバイ
二輪車盗も参照
オートバイの盗難は、日本国内では、年間20万件を超えていた時期があったが、2019年は1万1,255件となっている。また、未成年の不良集団が、遊び道具欲しさにオートバイを窃盗する他、国際窃盗団による大規模で計画的なものが問題となっている。
窃盗団は、中国や韓国系のアジア人を含めた人員で構成され、高額なハーレーダビッドソンやBMWなどの輸入車両や国内メーカーの大型自動二輪車、又はホンダ・カブなどの東南アジアなどの発展途上国で人気の高い車両の盗難が多い。また、車両の窃盗にあたって以下の手口が発覚している。

### 手口
- ターゲット車両を探す為、実在、または架空の中古車両買取業者のチラシを車両に貼り付けて回っている。[要出典]これはチラシを剥がしていない車両は所持者の目が届いていない事を確認する為だと言われている。
- 犯行時刻は、人目につきにくい深夜から明け方の時間帯が多く、物音が聞こえにくい雨や風の強いの日なども犯行に及んでいる。また、業者を装い白昼堂々や薄暮時に犯行に及ぶ事もある。
- キーシリンダーやハンドルロックなどの基本的な盗難抑止機能は強引に解除されることがある。
- イモビライザーやアラームなどの電子的な盗難抑止装置は、内部構造を予め調査しており、解除されることがある。
- ワイヤ、チェーン、U字型のバーロックなどで施錠されている場合、油圧カッターなどの特殊な工具を携行しており、切断することがある。また固定物と繋ぎ施錠されていない場合は車両を数人がかりで持ち上げ、そのままトラックやワゴン車などに積載して運搬してしまう。
- 盗難車両の輸出規制を逃れる為、盗難車両を分解し同車両であることを分かりやすくする為にマーキング後、パーツごとに梱包、パーツとして規制の弱いギリシャなどに輸出する事が分かっている。

## 自動車窃盗団
自動車盗も参照
デザイン・最高速度などの機能・そして車種によっては希少性という意味で、20世紀以降ではステータスシンボルの象徴のひとつとして、富裕層が自動車のうちでも高級車・スポーツカーを所有する社会的傾向があるが、乗用車が社会において一般的な存在となって以降は、それを買うだけの金銭を持たない者・あるいはその車種の所有を希望する者へ不法に転売するための対象として、高級車はしばしば盗難の対象となっている。厄介なことに、不動産などと違って自動車は『乗って移動するための実用的な物品』でもあるため、エンジンを始動させたあとは運転方法さえ知っていれば、『遠距離への乗り逃げ(持ち逃げ)』も十分可能である。
こういった風潮を受けて、イモビライザーなどの盗難対策装置（車種によっては、標準装備されている）の設置・自動車保険のうちの任意保険では、盗難に対するオプションをつける・などの対策が広く講じられている。それでも、年間での自動車盗難件数は世界的に見れば、相当な数にのぼる。
また自動車窃盗に関しては、キーロックの解除ノウハウ・盗難防止装置の解除のための装置の開発・盗んだ車を売りさばくための販売網など、技術的・商業的なさまざまな要素が絡む事が多い。こういった事情から自動車の窃盗は、単独犯ではなく大規模な窃盗団を構成したうえで犯行が実行される事が多い。中には、正規に登録を受けた中古車販売業者が、盗難車の売買に絡む例もある。なお、盗難された自動車は、そのままの形で輸出される例のほかに、各種のパーツごとにいったん分解されたうえで密輸出される例も少なくない。
いわゆるイタリア・ドイツ・アメリカ車などのうち高級ブランドの自動車が盗まれる例が多いが、日本車でも高級車やスポーツカーの高級モデルが盗まれ、おもに日本と同じ左側通行の国々へ輸出される例が報告されている。
- トヨタ・ハイエース 近年、日本での盗難件数が目立って多い車種の一つとしてあげられる。貨物・人員輸送など、さまざまな目的に使用できる実用性の高さが、海外（おもに発展途上国）での人気の理由と考えられる。『日本車は、低燃費・故障しにくい・丈夫』といった世界的な認識が、かえって盗難のターゲットとなる要因を作っている例。（上記「自動車盗」の項を参照）
- トヨタ・ランドクルーザー  上記の理由に加え、『オフロードなど舗装されていない道でも走破できる、タフな性能の高級車』という認識から、テクニカルに転用されるほか、公共交通が未発達で山がちな左側通行の国（南アジア・中央アジア・東南アジアなど[要出典]）で人気がある。
- 三菱・ランサーエボリューション　主に北米での人気が非常に高く、日本国内では状態のよい固体が多いため盗難のターゲットになりやすい。
- 日産・スカイラインGT-R　特にR32型が年式の割に非常に高価格であることに加え、近年はアメリカでの25年ルールの対象車種として広く認識されており、自動車盗難の代表的車種として知られている。
- スズキ・ワゴンR　日本国内では中古車としての流通が極めて多く、価格も非常に安いため東南アジア諸国やアフリカなど貧困層が多い地域の住民の足として最適であるため、盗難にあうケースが比較的多い。

## 空き巣窃盗団
窃盗団は、日本人が登用されるケースも多いが中国や韓国系のアジア人を含めた人員で構成され、ピッキング、サムターン回し、窓破り等の手を使い家宅に侵入し、金品や高価で販売可能なパソコンや電子機器内のデータを狙う窃盗団体である。

## 爆窃団
アジア各国では、店舗の外壁に油圧ジャッキや電動ドリルなどで侵入用の穴を開け、短時間のうちに貴金属や宝石類を根こそぎ奪い取る窃盗が流行するようになった。こうした荒っぽい手口の窃盗団は日本で「爆窃団」と呼ばれ社会問題になっている。なお中国語の「爆竊（爆窃）」は「空き巣」を指す言葉で、日本語の語感とは全く異なる軽犯罪である。
中国系の窃盗団である爆窃団は中国・香港などに拠点を置き、国内外を出入りするヒット・アンド・アウェー方式で犯行を繰り返した。
日本でもこうした手口の被害が見られ、2010年1月2日には、天賞堂の東京都銀座本店の外壁が破壊され、約2億5000万円相当の高級腕時計が盗まれる事件、さらに2010年7月1日には、東武百貨店の池袋店で腕時計が盗まれる事件が発生している。